# Clarac, Hautes-Pyrénées
Clarac är en kommun i departementet Hautes-Pyrénées i regionen Occitanien i sydvästra Frankrike. Kommunen ligger i kantonen Tournay som tillhör arrondissementet Tarbes. År 2022 hade Clarac 162 invånare.

## Befolkningsutveckling
Antalet invånare i kommunen Clarac
| Referens: INSEE |